# Alosternida chalybaea
Alosternida chalybaea är en skalbaggsart som först beskrevs av Samuel Stehman Haldeman 1847.  Alosternida chalybaea ingår i släktet Alosternida och familjen långhorningar. Inga underarter finns listade i Catalogue of Life.